# 平時継
平 時継（たいら の ときつぐ）は、鎌倉時代中期の公卿。桓武平氏高棟流、参議・平有親の子。官位は正二位・権大納言。

## 経歴
建長4年（1252年）に蔵人頭となり、治部卿・宮内卿などを歴任後、建長7年（1255年）に参議となる。正嘉元年（1257年）に正三位に叙され、文永3年（1266年）に正二位に叙され、文永6年（1269年）に権中納言となるが同年中に辞任。
亀山天皇への譲位後、不遇であった後深草天皇に仕えた数少ない側近であり、弘安10年（1287年）の伏見天皇の即位に伴う後深草上皇院政開始によって一躍院近臣の筆頭として院執権、伝奏、評定衆を歴任、正応2年（1289年）には彼の家系では異例の権大納言に昇進した。翌年2月11日、辞任して出家する。

## 系譜
- 父：平有親
- 母：不詳
- 正室：修理大夫高階経雅の娘
- 生母不明の子女
  - 男子：平忠世
  - 男子：平経親 - 子に時経・経泰
  - 女子：土御門定実の室（土御門親定の生母）